# Рочестер (Індіана)
Рочестер (англ. Rochester) — місто (англ. city) в США, в окрузі Фултон штату Індіана. Населення — 6270 осіб (2020).

## Географія
Рочестер розташований за координатами 41°3′38″ пн. ш. 86°11′54″ зх. д. / 41.06056° пн. ш. 86.19833° зх. д. (41.060646, -86.198225).  За даними Бюро перепису населення США в 2010 році місто мало площу 15,03 км², з яких 12,15 км² — суходіл та 2,88 км² — водойми.

## Демографія
Згідно з переписом 2010 року, у місті мешкало 6218 осіб у 2702 домогосподарствах у складі 1650 родин. Густота населення становила 414 особи/км².  Було 3211 помешкання (214/км²).
Расовий склад населення:
| - 95,9 % — білих - 0,9 % — азіатів - 0,6 % — чорних або афроамериканців - 0,4 % — корінних американців - 1,0 % — осіб інших рас |

До двох чи більше рас належало 1,2 %. Частка іспаномовних становила 3,4 % від усіх жителів.
За віковим діапазоном населення розподілялося таким чином: 22,5 % — особи молодші 18 років, 58,0 % — особи у віці 18—64 років, 19,5 % — особи у віці 65 років та старші. Медіана віку мешканця становила 41,6 року. На 100 осіб жіночої статі у місті припадало 91,9 чоловіків;  на 100 жінок у віці від 18 років та старших — 87,7 чоловіків також старших 18 років.
Середній дохід на одне домашнє господарство  становив 49 817 доларів США (медіана — 36 692), а середній дохід на одну сім'ю — 57 331 долар (медіана — 44 640). Медіана доходів становила 41 835 доларів для чоловіків та 32 972 долари для жінок. За межею бідності перебувало 18,7 % осіб, у тому числі 27,0 % дітей у віці до 18 років та 2,4 % осіб у віці 65 років та старших.
Цивільне працевлаштоване населення становило 2652 особи. Основні галузі зайнятості: виробництво — 31,7 %, освіта, охорона здоров'я та соціальна допомога — 17,0 %, роздрібна торгівля — 8,6 %, мистецтво, розваги та відпочинок — 7,0 %.

## Персоналії
- Отто Елмо Лінкенхелт (1889-1952) — американський актор.